# Орден Крила Святого Михаїла
Орден Крила Святого Михаїла (порт. Ordem de São Miguel da Ala) — лицарський католицький військовий орден, заснований в XII столітті на території Португалії. Був відновлений в XIX столітті і перетворений в династичний орден дому Браганса в XX столітті.

## Історія

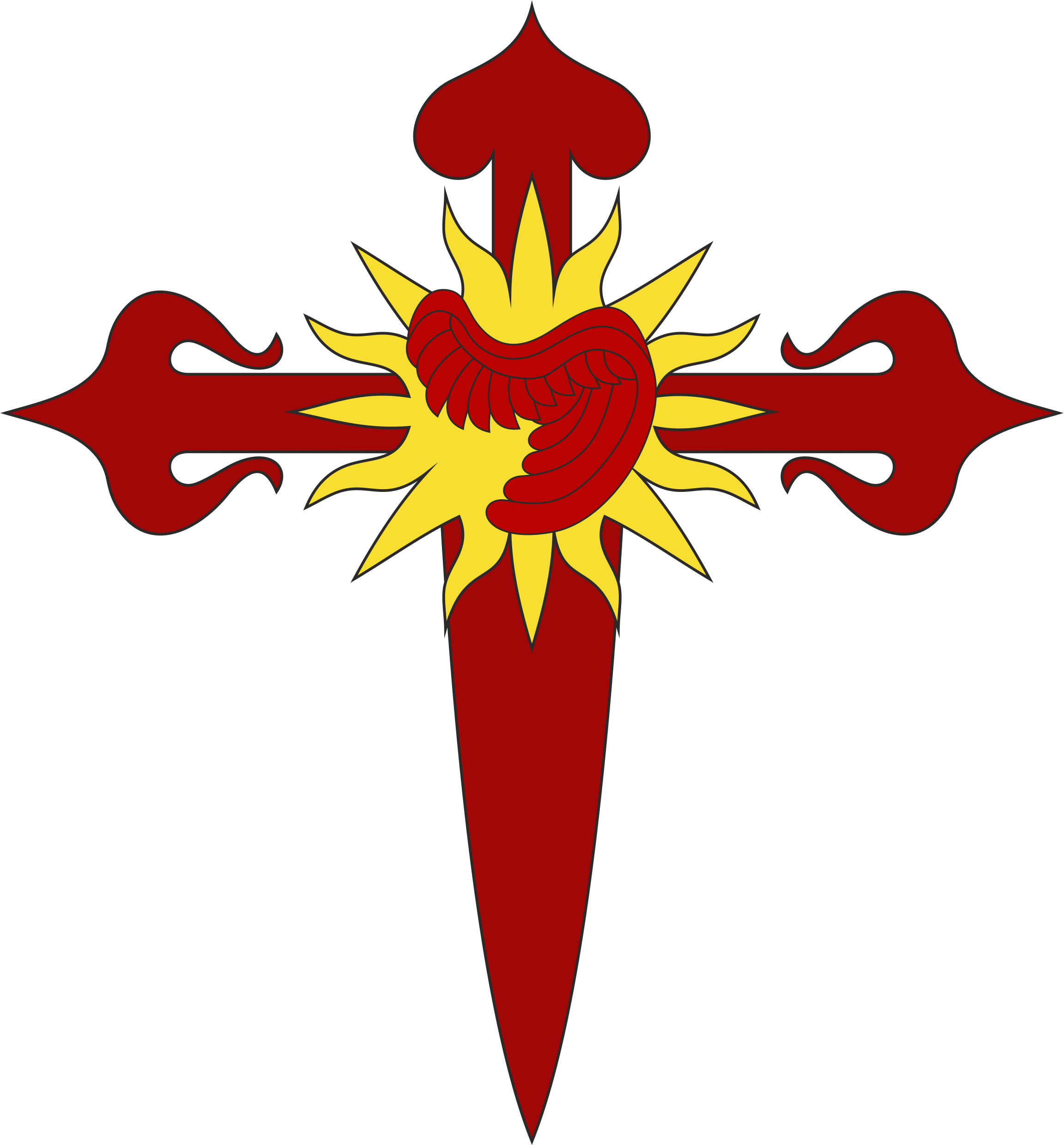
Хрест ордена Крила Святого Михаїла

Орден був заснований першим португальським королем Афонсу Завойовником в честь групи лицарів Орден Сантьяго з Леонського королівства, які допомогли йому відбити місто Сантарен у маврів в день свята Архангела Михаїла 8 травня 1147 року. З цієї причини червоний меч Святого Якова і крило Святого Михаїла стали основними елементами символіки нового ордена. Дві геральдичні лілії, пізніше також були додані до знаку ордена, що символізували цистерціанський статут королівського абатства Алкобаса, де розташовувалося його керівництво. Перший статут ордена був затверджений папою Олександром III в 1171 році.
За одними даними, орден був розпущений незабаром після смерті його засновника, короля Афонсу (або ж спочатку існував лише формально). За іншими даними, він припинив своє існування не пізніше 1732 року.
Перший раз орден був відновлений королем Мігелем I в 1828 році під час громадянської війни з його братом Педру I. Пізніше, в 1848 році, коли Мігель I жив у вигнанні в Римі, орден отримав новий статут. Надалі відроджений орден визнавався тільки нащадками короля Мігеля (мігелістська гілка династії Браганса) та їх прихильниками.
У 1986 році принц Дуарте Піу, прямий нащадок Мігеля, герцог Браганса і претендент на португальський престол, повідомив Святий Престол і владу Португалії про те, що він як і раніше вважає себе гросмейстером ордену і буде продовжувати нагородження. У 2001 році їм було оприлюднено оновлений статут.

## Ступеня
Орденом може бути нагороджена людина будь-якого віросповідання, громадянства або статі за заслуги перед португальською королівською родиною.
Всього існує шість ступенів:
- Лицар Великого ланцюга (Grande-Colar — зарезервовано для гросмейстера і вищих офіцерів)
- Лицар Великого хреста (Grã-Cruz)
- Гранд-офіцер (Grande-Oficial)
- Командор (Comendador)
- Кавалер / Дама (Cavaleiro / Dama)
- Член

## Нагороджені
- Романова Марія Володимирівна — голова Російського імператорського дому (2009 рік).
- Кавалери ордена Крила Святого Михаїла